# Михайловка (Зирянський район)
Миха́йловка (рос. Михайловка) — село у складі Зирянського району Томської області, Росія. Адміністративний центр Високівського сільського поселення.

## Населення
Населення — 373 особи (2010; 413 у 2002).
Національний склад (станом на 2002 рік):
- росіяни — 93 %